# Ekorrartade gnagare
Ekorrartade gnagare (Sciuromorpha) är en underordning bland gnagarna. 

## Familjer
Enligt Mammal Species of the World ingår tre familjer med 61 släkten och 107 arter i underordningen:
- Aplodontiidae - innehåller en art, ekorrbäver (Aplodontia rufa), en primitiv, bäverliknande gnagare, utbredd i Nordamerika.
- Sciuridae - ekorrar, flygekorrar, murmeldjur, jordekorrar, sislar med flera.
- Gliridae - sovmöss

Ibland räknas flera utdöda familjer med, men antalet varierar beroende på auktoritet. Enligt The Paleobiology Database är dessa familjer systertaxon till Sciuromorpha.

## Tidigare inkluderade familjer
Tidigare ansågs också dessa familjer ingå
- Castoridae - bävrar
- Geomyidae - kindpåsråttor
- Heteromyidae - kängururåttor